# Поклонение волхвов (картина Бассано)
«Поклонение волхвов» (итал. Adorazione dei Magi) — картина итальянского живописца Якопо Бассано (1515—1592), представителя венецианской школы. Создана в 1563 — 1564 годах. Хранится в собрании Музея истории искусств в Вене (инв. №GG 361).
Поклонение волхвов — евангельский сюжет (Мф. 2:1—11) о мудрецах (магах, или «царях»), пришедших с Востока, чтобы поклониться младенцу Иисусу и принести ему дары. На этот сюжет писали картины многие художники.
Картина Якопо Бассано находилась в коллекции эрцгерцога Леопольда Вильгельма Австрийского. В 1656 году эрцгерцог перевёз свою коллекцию картин в Вену и позднее она вместе с другими стала частью собрания венского музея.
Согласно собственному творческому методу и индивидуальному стилю, Бассано поместил персонажей картины в особое, тесное пространство, в мерцающем свете, пользуясь типично венецианским, но несколько сумрачным колоритом, сохраняя при этом традиционную иконографию.
Примечательно, что, как и многие другие художники венецианской школы, Бассано несколько раз возвращался к этому сюжету, варьируя композицию. Однако все варианты выполнены в семейной мастерской, возглавляемой Якопо при участии сыновей, поэтому вклад каждого и точная атрибуция этих картин, находящихся ныне в разных музеях, в том числе в санкт-петербургском Эрмитаже, как минимум, затруднительна.

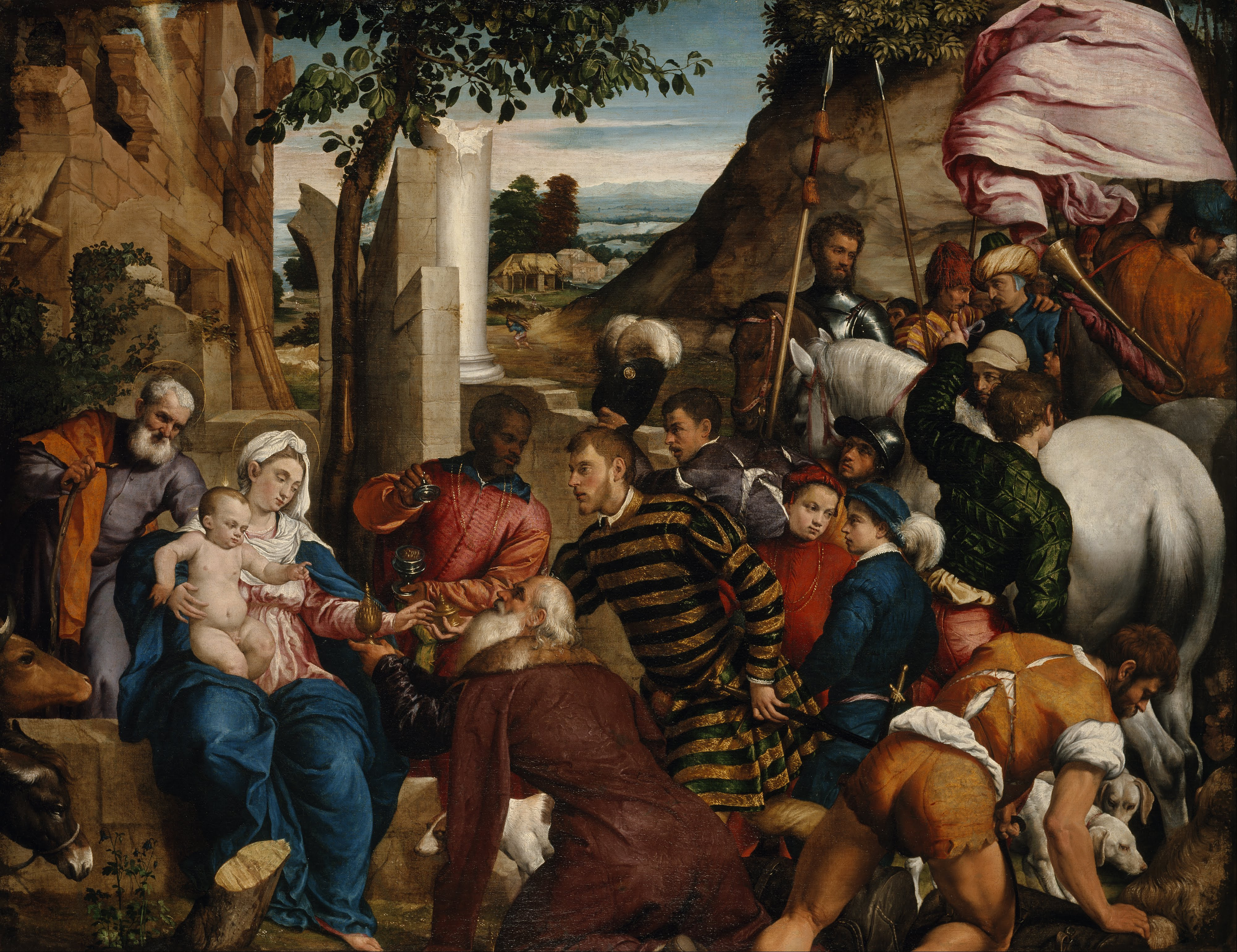
Поклонение волхвов. 1540-е. Холст, масло. Национальная галерея Шотландии, Эдинбург
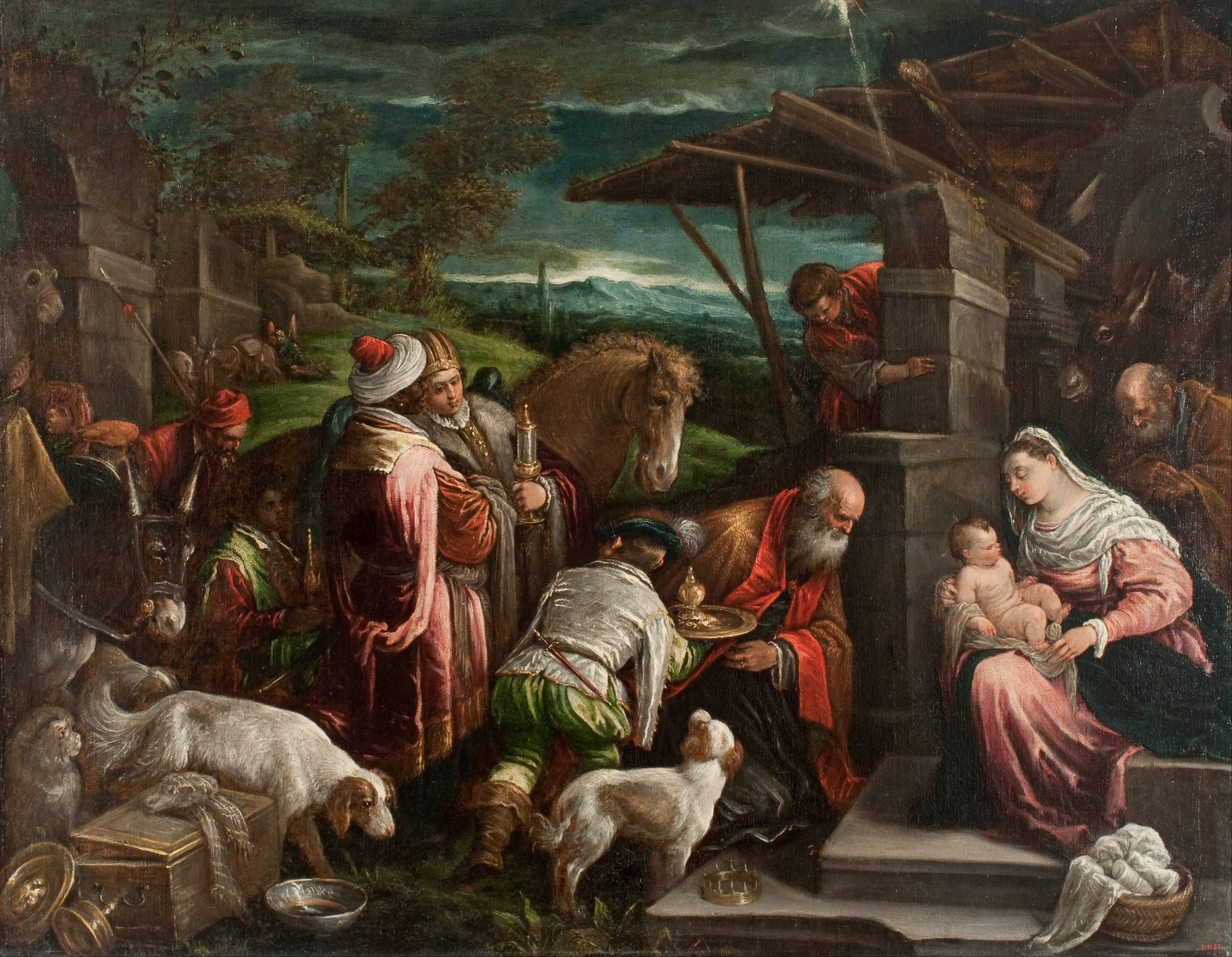
Поклонение волхвов. Между 1575 и 1580. Холст, масло. Национальный музей искусства Каталонии, Барселона
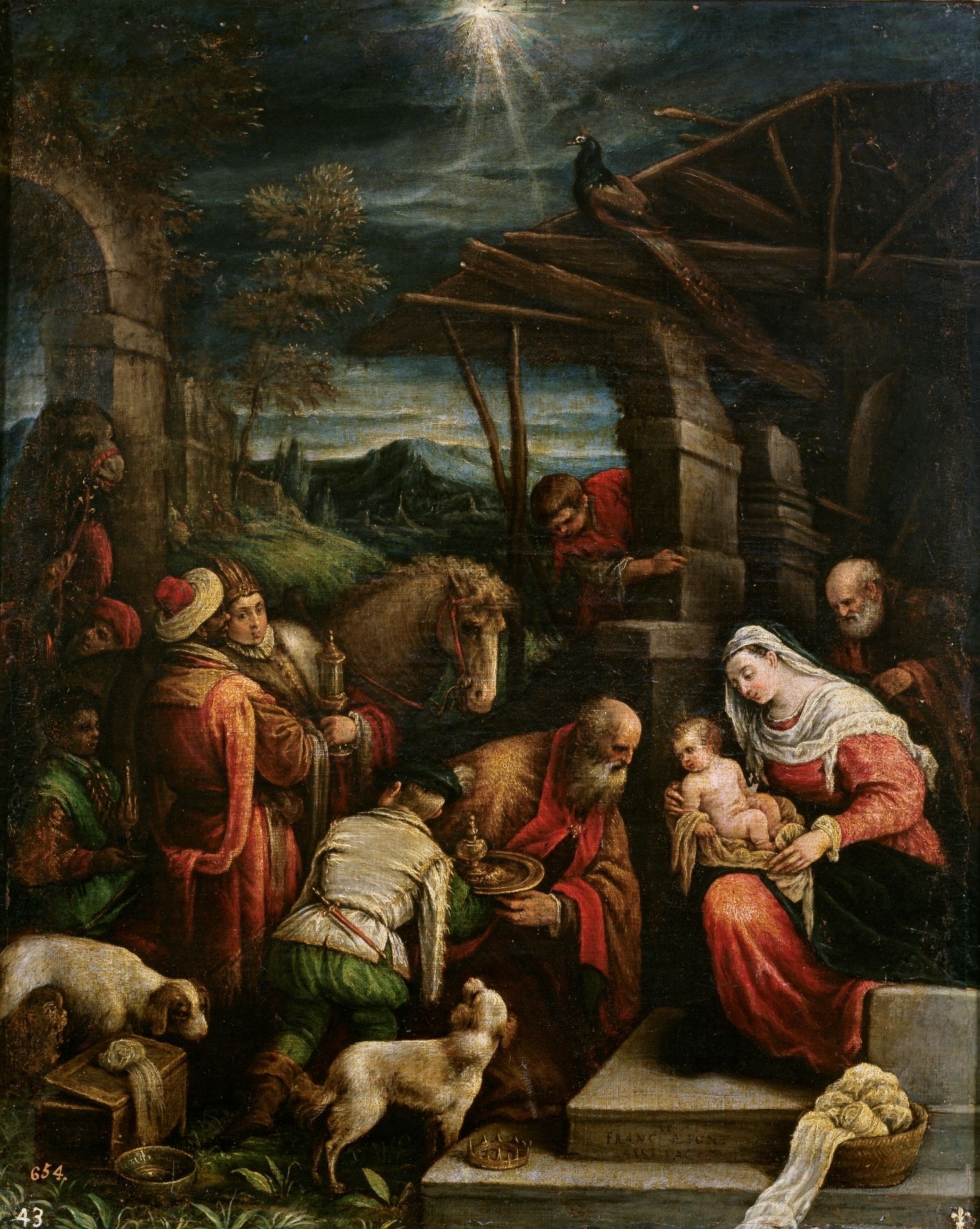
Франческо Бассано. Поклонение волхвов. Холст, масло. Прадо, Мадрид